# Artion Poçi
Artion Poçi (23 de Julho de 1977, Fier, Albânia) é um futebolista albanês que joga como meio campo atualmente pelo Besa Kavajë da primeira divisão do futebol albanês .